# Menachem ben Jakob ben Salomo ben Menachem
Menachem ben Jakob ben Salomo ben Menachem, auch: Menachem von Worms (gestorben: 16. April 1203 in Worms), wurde durch seine synagogale Dichtung bekannt. Seine Grabinschrift bezeichnet ihn als „Gesetzeslehrer, Prediger und Dichter“.

## Leben
Sein Lehrer war Efraim ben Isaak ca. (1110–1175). Er gehörte zu den drei Gelehrten, die am Ende des 12. Jahrhunderts das rabbinische Gericht von Worms bildeten. Die beiden anderen waren Eleasar ben Juda ben Kalonymos und Qalonymus ben Gerschom.
Von Menachem sind vor allem Klagelieder erhalten. Eines seiner Gedichte hat eine kurze Belagerung von Worms durch König Otto IV. vom 10. bis 13. Februar 1201 zum Thema. Danach ergriff auch die Jüdische Gemeinde Worms die Waffen und beteiligte sich an der Verteidigung der Stadt. Darüber hinaus war Menachem ein Spezialist für die Halacha. Allerdings ist diesbezüglich der Überlieferungsbestand gering. Ein Werkverzeichnis mit 33 Positionen ist bei Zunz veröffentlicht, eine Würdigung bei Karfogel.
Menachem wurde auf dem Jüdischen Friedhof in Worms, dem Heiligen Sand, bestattet. Der Grabstein ist erhalten.